# Социал-демократическая партия Черногории
Социал-демократическая партия Черногории (серб. Социјалдемократска партија Црне Горе, черног. Socijaldemokratska Partija Crne Gore) — одна из политических партий Черногории. Единственный полноправный член Социнтерна из Черногории.

## История
Социал-демократическая партия Черногории была основана в 1993 году. Придерживалась антивоенных позиций, выступала против политики Слободана Милошевича. Начиная с 1997 года, Социал-демократическая партия Черногории стала союзницей Демократической партии социалистов Черногории и участвовала во всех формируемых ею правительствах. Позиции обеих партий сходились по многим вопросам, в том числе по поддержке независимости Черногории на референдуме в 2006 году, признанию независимости Косова и необходимости присоединения Черногории к Европейскому союзу и Североатлантическому договору.
В парламентских выборах 2012 года Социал-демократическая партия Черногории участвовала в союзе с Демократической партией социалистов в составе «Коалиции за европейскую Черногорию» под руководством премьер-министра Мило Джукановича. Коалиция получила 39 мест из 81 в Скупщине Черногории, из них 6 мандатов достались Социал-демократической партии.
В августе в Социал-демократической партии произошёл раскол: ряд депутатов в Скупщине и два министра в правительстве (министр по делам информационного общества и министр транспорта) объявили о выходе из партии в связи с недовольством политикой председателя партии Ранко Кривокапича и о формировании новой партии «Социал-демократы Черногории». В сентябре 2015 года председатель Социал-демократической партии Ранко Кривокапич потребовал от Мило Джукановича отправить в отставку вышедших из партии министров и предоставить Социал-демократической партии право назначить новых представителей на эти должности в соответствии с коалиционным соглашением, которое предусматривает право Социал-демократической партии независимо назначать любых своих представителей на должности министров транспорта, внутренних дел и информационного сообщества. Мило Джуканович отказался отправить министров в отставку, объяснив это двумя причинами: во-первых, нежелательностью перестановок в правительстве накануне получения Черногорией приглашения в НАТО, а во-вторых, тем, что указанные министры являлись видными политиками в Социал-демократической партии, внёсшими большой вклад в победу «Коалиции за европейскую Черногорию» на выборах, и заслужили место в правительстве. В ответ на это Ранко Кривокапич заявил, что Социал-демократическая партия прекращает поддержку правительства, но не будет добиваться его отставки до тех пор, пока Черногория не получит приглашения в НАТО, чтобы не замедлить процесс присоединения страны к Североатлантическому договору (получение приглашения ожидалось в конце 2015 года).
19 декабря 2015 года Мило Джуканович призвал провести в январе 2016 года голосование по доверию правительству. Обсуждение в Скупщине вотума доверия правительству продолжалось три дня до 27 января 2016 года. В этот день состоялось голосование, в ходе которого правительство Джукановича получило вотум доверия (его поддержали 42 депутата). В ходе обсуждения бывшие коалиционные партнёры обвиняли друг друга в коррупции и фальсификации выборов. Ранко Кривокапич заявил о том, что Мило Джуканович заплатил двум министрам от Социал-демократической партии, чтобы они предали партию и перешли на сторону премьер-министра. Мило Джуканович отверг эти обвинения, объяснив их излишней эмоциональностью Кривокапича после раскола партии, и обвинил Социал-демократическую партию в желании пользоваться привилегиями, которые даёт нахождение в правительстве, и одновременно критиковать правительство, поддерживая действия части оппозиции против национальных интересов Черногории. Голосование против правительства Джукановича четырёх депутатов от Социал-демократической партии, оставшихся верными партии после раскола, ознаменовало конец коалиции двух партий, длившейся 18 лет.
На парламентских выборах 2016 года Социал-демократическая партия Черногории баллотировалась отдельно и получила больше 5 % голосов и 4 места в парламенте. С 29 июня 2019 года СДП возглавляет Драгиня Вуксанович — первая женщина в истории страны, ставшая главой партии и выдвигавшаяся в президенты (в 2018 году).